# Бускульский
Бускульский — посёлок в Челябинской области России. Входит в состав Цвиллингского сельского поселения.

## История
Поселок основан в 1932 г. на месте разработки месторождения огнеупорных глин для нужд Магнитогорского металлургического комбината. В 1963 году указом Президиума Верховного Совета РСФСР поселок Бускульский карьер переименован в Бускульский.

## Население
| 2002 | 2010 |
| ---- | ---- |
| 1030 | ↘367 |